# 1255
| [ Edytuj tabelę ]                          |                                                                              |
| Książę Małopolski                          | - 1243 Bolesław V Wstydliwy 1279                                             |
| Książę Wielkopolski                        | - 1239 Przemysł I 1257 - 1239 Bolesław Pobożny 1279                          |
| Król Angkoru                               | - 1244 Dżajawarman VIII 1295                                                 |
| Król Anglii                                | - 1216 Henryk III 1272                                                       |
| Król Aragonii i Walencji, hrabia Barcelony | - 1213 Jakub I Zdobywca 1276                                                 |
| Margrabia Brandenburgii                    | - 1220 Otto III 1267                                                         |
| Książę Burgundii                           | - 1218 Hugo IV 1272                                                          |
| Książę Dolnej Bawarii                      | - 1253 Henryk XIII 1290                                                      |
| Książę Górnej Bawarii                      | - 1253 Ludwik II 1294                                                        |
| Cesarz Bizancjum                           | - 1254 Teodor II Laskarys 1258                                               |
| Car Bułgarii                               | - 1246 Michał I Asen 1256                                                    |
| Cesarz Chin                                | - 1224 Song Lizong 1264                                                      |
| Król Cypru                                 | - 1253 Hugo II 1267                                                          |
| Król Czech                                 | - 1253 Przemysł Ottokar II 1278                                              |
| Król Danii                                 | - 1252 Krzysztof I 1259                                                      |
| Władca Egiptu                              | - 1250 Ajbak 1257                                                            |
| Król Francji                               | - 1226 Ludwik IX Święty 1270                                                 |
| Król Gruzji                                | - 1246 Dawid VI Narin 1259                                                   |
| Hrabia Holandii                            | - 1234 Wilhelm II 1256                                                       |
| Cesarz Japonii                             | - 1246 Go-Fukakusa 1259                                                      |
| Kalif                                      | - 1242 Al-Must’asim 1258                                                     |
| Król Kastylii i Leónu                      | - 1252 Alfons X Mądry 1284                                                   |
| Patriarcha Konstantynopola                 | - 1244 Manuel II 1255 - 1255 Arseniusz Autorejan 1259                        |
| Władca Korei                               | - 1213 Kojong 1259                                                           |
| Król Litwy                                 | - 1253 Mendog 1263                                                           |
| Cesarz Łaciński                            | - 1228 Baldwin II de Courtenay 1261                                          |
| Sułtan Maroka                              | - 1248 Abu Jahja Abu Bakr 1258                                               |
| Król Nawarry                               | - 1253 Tybald II 1270                                                        |
| Król Norwegii                              | - 1217 Haakon IV Stary 1263                                                  |
| Hrabia Palatynatu                          | - 1253 Ludwik II Bawarski 1294                                               |
| Papież                                     | - 1254 Aleksander IV 1261                                                    |
| Król Portugalii                            | - 1248 Alfons III 1279                                                       |
| Sułtan Rumu                                | - 1246 Kajkawus II 1260 - 1248 Kilidż Arslan IV 1265 - 1249 Kajkubad II 1257 |
| Książę Rusi halickiej                      | - 1238 Daniel II 1264                                                        |
| Książę Saksonii                            | - 1212 Albrecht I 1260                                                       |
| Król Serbii                                | - 1243 Stefan Urosz I 1276                                                   |
| Król Singasari                             | - 1248 Dżajawisznuwardhana 1268                                              |
| Król Szkocji                               | - 1249 Aleksander III 1286                                                   |
| Król Szwecji                               | - 1250 Waldemar Birgersson 1275                                              |
| Doża Wenecji                               | - 1252 Raniero Zeno 1268                                                     |
| Król Węgier                                | - 1235 Bela IV 1270                                                          |
| Wielki mistrz zakonu krzyżackiego          | - 1252 Poppo von Osterna 1256                                                |

Rok 1255 / MCCLV
stulecia: XII wiek ~
XIII wiek ~
XIV wiek

lata: 1245 «
1250 «
1251 «
1252 «
1253 «
1254 «
1255
» 1256
» 1257
» 1258
» 1259
» 1260
» 1265

## Wydarzenia w Polsce
- 22 lutego – książę wrocławski Henryk III Biały nadał Oleśnicy prawa miejskie.
- Najazd litewski na m.in. Lublin.
- Książę Małopolski Bolesław Wstydliwy zrzekł się niemal całkowicie władzy nad ludźmi wolnymi, zamieszkującymi dobra biskupów krakowskich.
- Kołobrzeg, Włocławek, Warta, Zawichost otrzymały prawa miejskie.

## Wydarzenia na świecie
- Przybył Krzyżakom z pomocą król czeski Przemysł Ottokar II. Wspólna wyprawa dotarła do ujścia Pregoły, a postawiony tam gród na cześć dostojnego gościa nazwano Królewcem.
- Pierwsza wzmianka o Bańskiej Bystrzycy.

## Urodzili się
- 4 maja – Benwenuta Bojani, włoska tercjarka dominikańska, błogosławiona katolicka (zm. 1292)
- 23 października – Ferdynand de la Cerda, syn i następca tronu Alfonsa X Mądrego (zm. 1275)

## Zmarli
- 10 lutego – Arnald Cataneo, święty kościoła katolickiego, opat (ur. ok. 1185)[1]
- data dzienna nieznana:
  - Batu-chan, władca mongolski, wnuk Czyngis-chana, założyciel Złotej Ordy (ur. 1205)[2]
  - Sundiata Keïta, założyciel Imperium Mali (ur. 1190)[3]